# Mysločovice
Mysločovice jsou obec v okrese Zlín ve Zlínském kraji. Žije zde 718 obyvatel.

## Název
Na vesnici bylo přeneseno původní pojmenování jejích obyvatel Mysločovici, které bylo odvozeno od osobního jména Mysloč (domácké podoby některého jména obsahujícího -mysl-, např. Bolemysl, Myslibor) a znamenalo "Mysločovi lidé".

## Historie
První písemná zmínka o obci pochází z roku 1397 (villam Mysloczowicze).

## Obyvatelstvo
| Rok            | 1869 | 1880 | 1890 | 1900 | 1910 | 1921 | 1930 | 1950 | 1961 | 1970 | 1980 | 1991 | 2001 | 2011 | 2021 |
| -------------- | ---- | ---- | ---- | ---- | ---- | ---- | ---- | ---- | ---- | ---- | ---- | ---- | ---- | ---- | ---- |
| Počet obyvatel | 370  | 466  | 504  | 522  | 574  | 525  | 532  | 499  | 571  | 578  | 634  | 608  | 578  | 631  | 676  |
| Počet domů     | 60   | 79   | 86   | 90   | 96   | 100  | 110  | 119  | 129  | 138  | 159  | 176  | 183  | 200  | 226  |

Ke dni 30. 4. 2010 měly Mysločovice 613 občanů a 6 cizinců.
Rozdělení občanů podle stavu ke dni 30. 4. 2010:
| svobodní       | 244 |
| ženatí a vdané | 281 |
| vdovy a vdovci | 42  |
| rozvedení      | 46  |
| celkem         | 613 |

Rozdělení občanů dle věku ke dni 30. 4. 2010:
| dospělí            | 506 |
| děti (15 - 18 let) | 12  |
| děti (do 15 let)   | 95  |
| celkem             | 613 |

Počet obyvatel (občané + cizinci) v obci:
| k 31. 12. 2005 | 569 občanů + 2 cizinci                   |
| k 31. 12. 2006 | 572 občanů + 3 cizinci                   |
| k 31. 12. 2007 | 581 občanů + 8 cizinců                   |
| k 31. 12. 2008 | 600 občanů + 6 cizinců s trvalým pobytem |
| k 31. 12. 2009 | 610 občanů + 6 cizinců s trvalým pobytem |
| k 31. 4. 2010  | 613 občanů + 6 cizinců s trvalým pobytem |

## Obecní správa
Mezi lety 1869–1960 Mysločovice byly obcí v okrese Holešov (1869–1930) a později v okrese Gottwaldov-okolí. V letech 1961–1968 patřil jako část obce k Mysločovicím-Machové a od 1. prosince 1968 jsou opět samostatnou obcí v okrese Zlín (od roku 1961 do 31. prosince 1989 okres Gottwaldov).

### Obecní symboly
Znak a vlajka byly obci uděleny rozhodnutím předsedy Poslanecké sněmovny Parlamentu České republiky dne 18. března 2003.

## Pamětihodnosti
- Kostel Nejsvětější Trojice
- Kaple svatého Jana Nepomuckého
- Fara

## Osobnosti
- Narcis Podsedníček (1866–1932) – motocyklový konstruktér firmy Laurin & Klement, jeden z prvních českých motocyklových závodníků

## Sport
Sokol byl v obci založen ve čtvrtek 16. června 1932. Fotbalový klub TJ Sokol Mysločovice existuje od roku 1952 a k jeho největším úspěchům patří účast ve čtvrté nejvyšší soutěži v letech 1997–2000. Ve středu 28. října 1998 se v Mysločovicích hrálo utkání Poháru Českomoravského fotbalového svazu, v němž domácí před zraky 4 000 diváků prohráli s úřadujícím mistrem ligy Spartou Praha 0:8 a z dalších bojů byli vyřazeni.

## Galerie

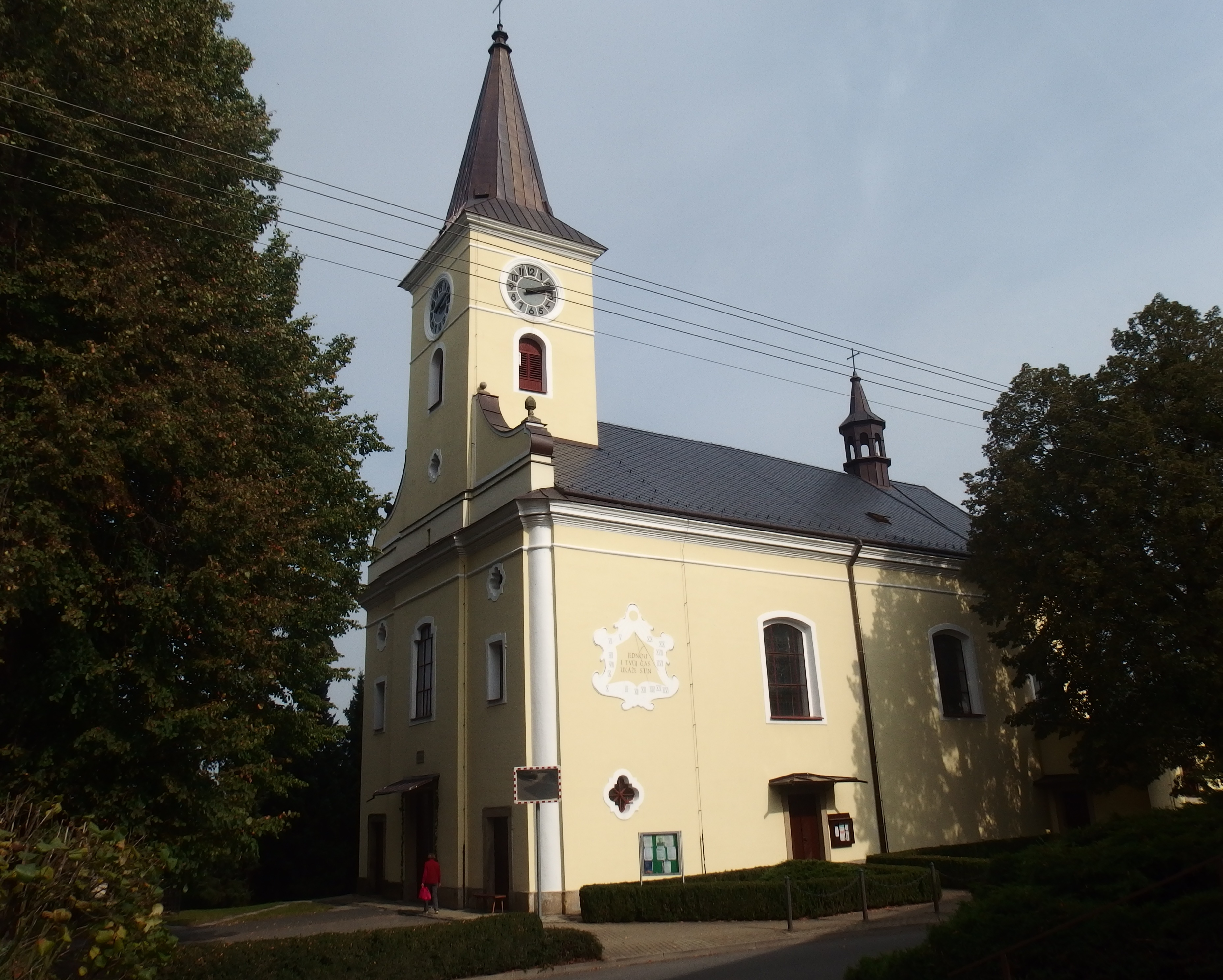
Kostel Nejsvětější Trojice
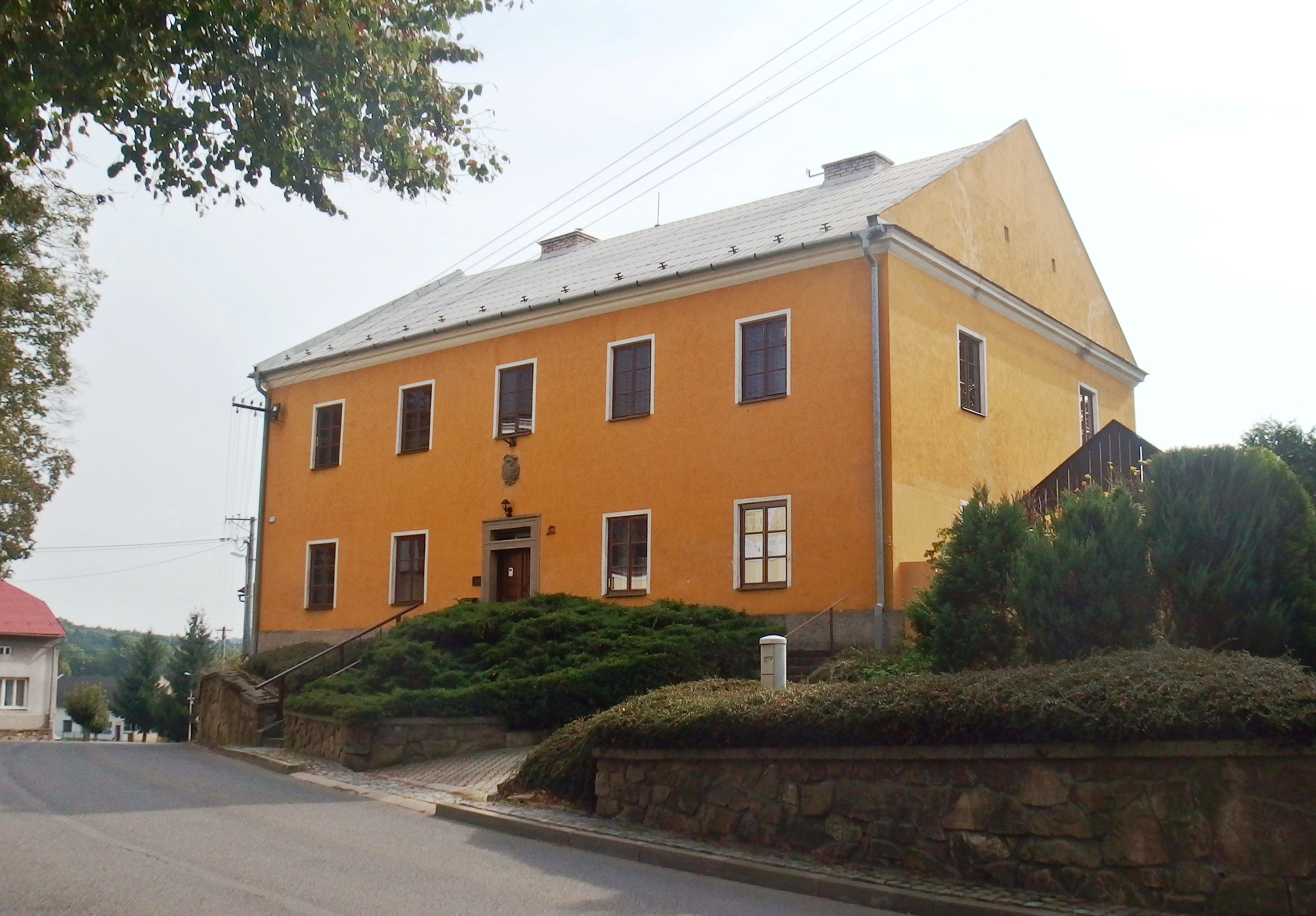
Historická fara
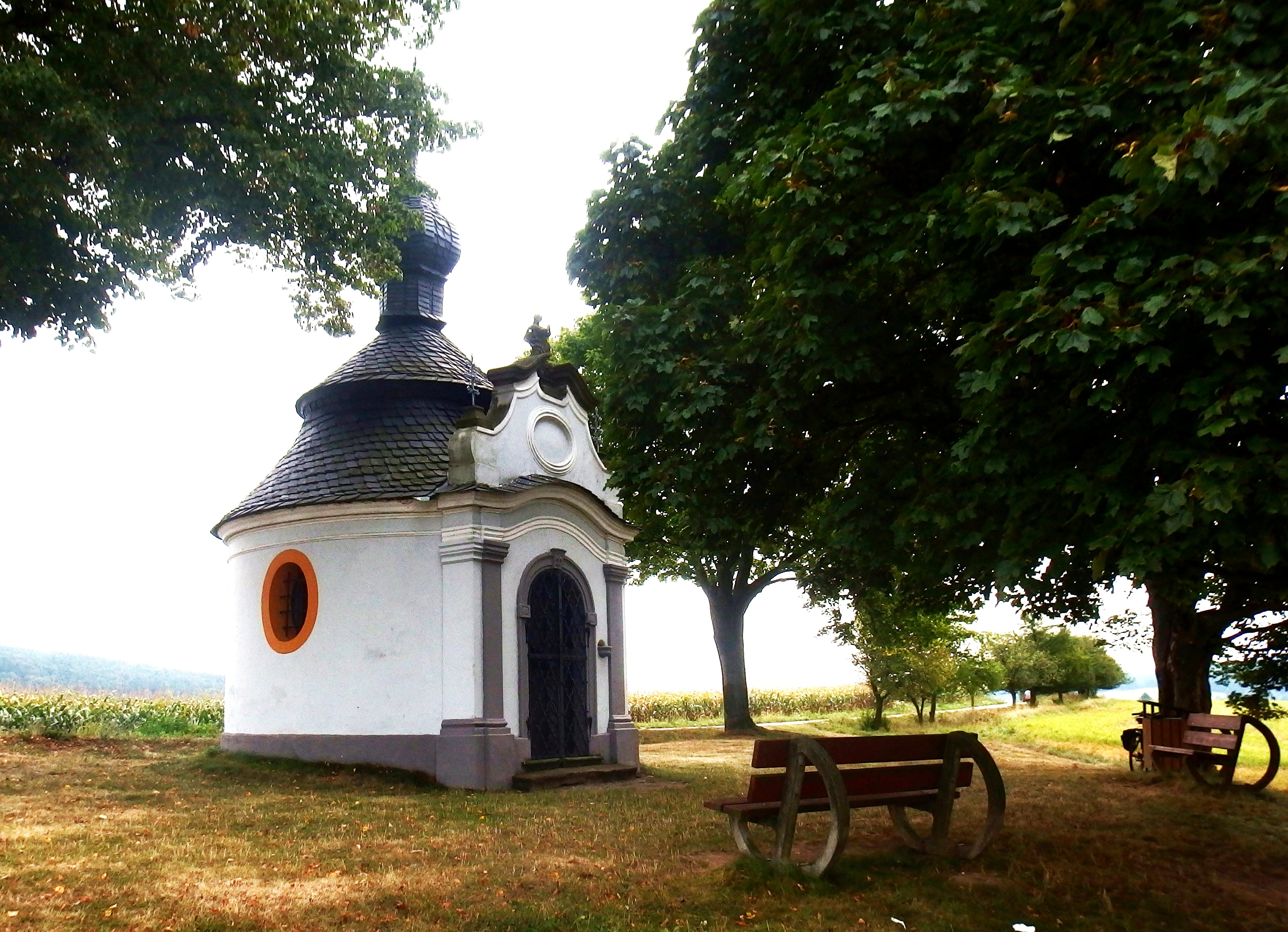
Barokní kaple svatého Jana Nepomuckého
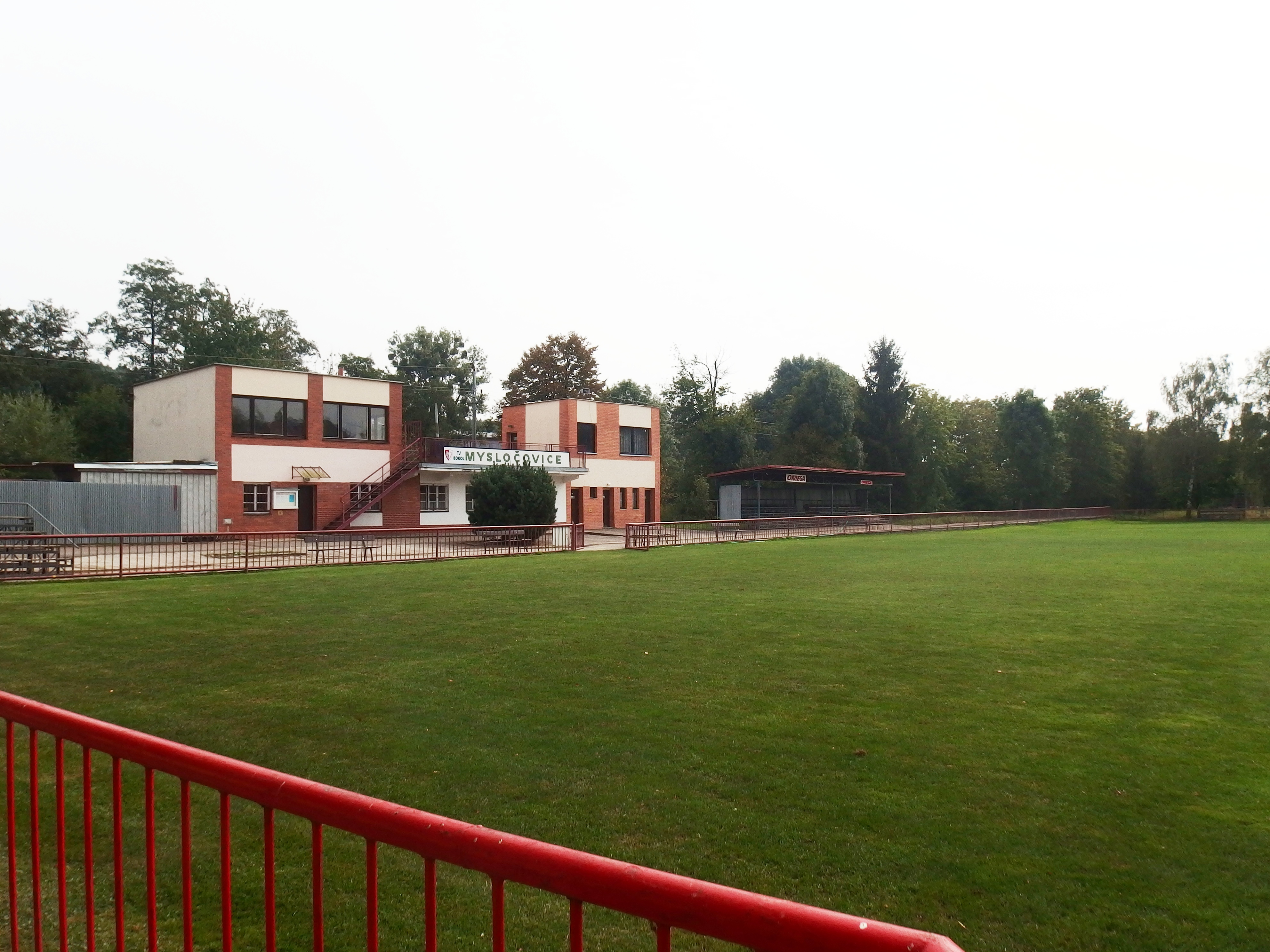
Fotbalový stadion